# Pravenec
Pravenec (allemand : Kleinproben, hongrois : Kispróna) est un village de Slovaquie situé dans la région de Trenčín.

## Histoire
La première mention écrite du village date de 1267.

## Démographie

### Évolution de la population
| Année:               | 1994. | 2004.   | 2014.    | 2024.   |
| -------------------- | ----- | ------- | -------- | ------- |
| Nombre de personnes: | 1211  | 1178    | 1327     | 1283    |
| Différence:          |       | -2,72 % | +12,64 % | -3,31 % |

| Année:               | 2023. | 2024.   |
| -------------------- | ----- | ------- |
| Nombre de personnes: | 1295  | 1283    |
| Différence:          |       | -0,92 % |